# ジョン・コンスタブル
ジョン・コンスタブル（John Constable RA ([ˈkʌnstəbəl, ˈkɒn-]、1776年6月11日 - 1837年3月31日）は、ロマン派の伝統を受け継ぐ19世紀のイギリスの画家である。カンスタブルと表記することもある。
同時代のウィリアム・ターナー（コンスタブルより1歳年長）とともに、19世紀イギリスを代表する風景画家である。西洋絵画の歴史においては神話、聖書のエピソード、歴史上の大事件や偉人などをテーマとした「歴史画」が常に上位におかれ、「風景」は歴史画や物語の背景としての意味しか持っていなかった。17世紀オランダでは風景画が発達したが、ヨーロッパ全土で風景画が市民権を得るにはフランスのバルビゾン派、イギリスのターナーやコンスタブルが登場する19世紀を待たねばならなかった。

## 若年期

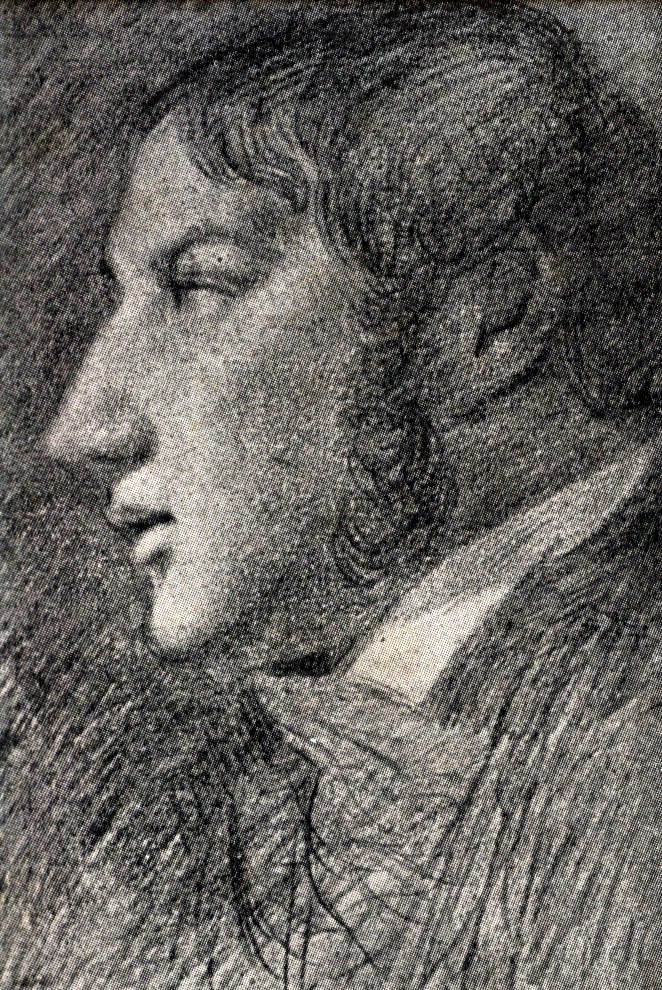
『ジョン・コンスタブル、自画像』(John Constable, Self-portrait)（1806年、紙に鉛筆）テート・ギャラリー所蔵。鏡に映る自分を描いた、コンスタブル自身による唯一の自画像。

ジョン・コンスタブルは、イングランド・サフォーク州のストアー川沿いの村、イースト・バーゴルトで、ゴールディング・コンスタブル(Golding Constable)とアン・コンスタブル(Ann Constable)（旧姓ワッツ(Watts)）の間に生まれた。父は裕福なトウモロコシ商人で、イースト・バーゴルトとエセックスに製粉所を所有していた。ゴールディングは、小型船「テレグラフ」を所有し、ストアー河口のミストリーに係留して、トウモロコシをロンドンに輸送していた。ゴールディングは、ロンドンの紅茶商人エイブラム・ニューマンとは従兄弟にあたる。ジョンは次男だったが、兄は知的障害があり、ジョンは父の事業を継ぐことを期待されていた。ラベンハムの寄宿学校に短期間入学した後、デダムのデイ・スクールに入学した。学校卒業後は一時的に家業を手伝ったが、最終的には弟のエイブラムが製粉所の経営を引き継ぐことになった。
若い頃、コンスタブルはサフォークやエセックスの田園地帯をスケッチする旅に出た。その結果、彼の作品の大部分は風景を題材としたものとなった。この旅についてコンスタブルは後に「私を画家にしてくれた。感謝している。製粉所の堰などから漏れる水の音、柳、古くて腐った板、ぬるぬるした柱、煉瓦造り、私はこういうものが大好きだ」と述べている。コンスタブルはコレクターのジョージ・ボーモントに、彼が大事にしているクロード・ロランの『ハガルと天使』を見せてもらい、インスピレーションを受けた。その後、ミドルセックスの親戚を訪ねた際に、プロの画家のジョン・トーマス・スミスに絵についてアドバイスを受けたが、スミスはプロとして絵を描くのではなく、家業を継ぐことを勧めた。

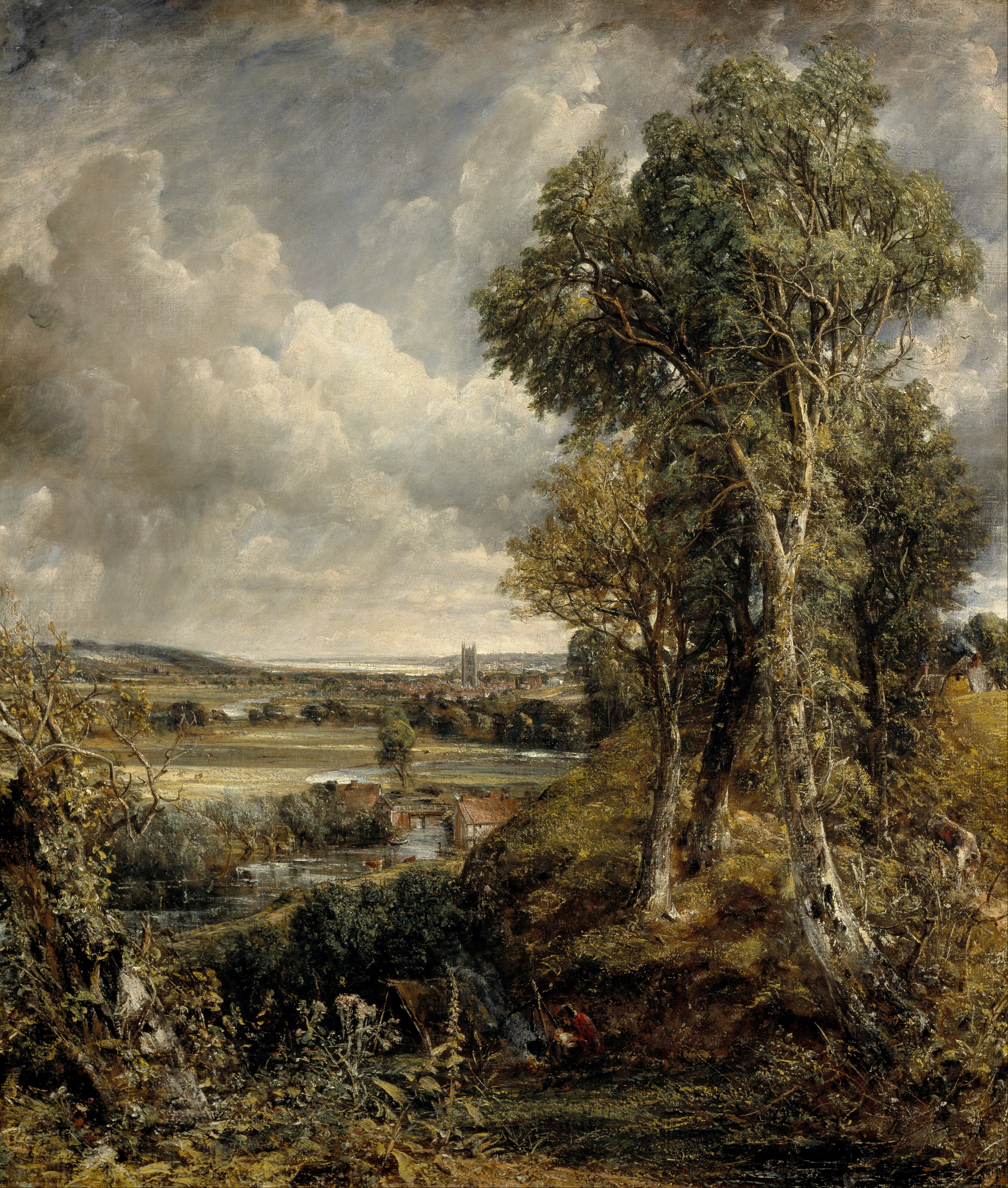
『デダムの谷』（1802年）ヴィクトリア&アルバート博物館所蔵

1799年、コンスタブルは父を説得して美術の道に進むことを許してもらい、父からはわずかなお金をもらった。ロイヤル・アカデミー附属美術学校に見習生として入学し、翌年には正規の学生となった。この時期、コンスタブルが特に感銘を受けたのは、トマス・ゲインズバラ、クロード・ロラン、ピーテル・パウル・ルーベンス、アンニーバレ・カラッチ、ヤーコプ・ファン・ロイスダールなどの作品である。
1802年、コンスタブルは王立陸軍大学（サンドハースト王立陸軍士官学校の前身）の製図師の職を断った。これは、当時ロイヤル・アカデミーの会長だったベンジャミン・ウエストが、この職を受けることはコンスタブルのキャリアの終わりを意味すると助言したことによる。その年、コンスタブルはジョン・ダンソーンに宛てた手紙の中で、プロの風景画家になるという決意を次のように綴っている。
この2年間、私は絵を追い求め、間接的に真実を探していました。私は自分が出発したときのような高い心で自然を表現しようとはせず、むしろ自分の技を他の人の作品のように見せようとしてきました。自然画家のための余地は十分にあります。現代の大きな悪癖は、真実を超えた何かをしようとする華麗さです。
コンスタブルの初期の作風は、光、色、タッチの新鮮さなど、後の成熟期の作品に見られる多くの特色を備えており、彼が学んだ古い巨匠たち、特にクロード・ロランの影響を受けた構成が見られる。コンスタブルがよく描いていた日常生活の風景は、荒涼とした風景や廃墟などのロマンチックなイメージが求められていた時代には流行らないものだった。コンスタブルは時折、遠方にも足を伸ばした。
1803年には、ロイヤル・アカデミーに出品している。同年4月には、中国に向かうインディアマンの「クーツ」号にロンドンからディールまで1か月乗船し、イギリス南東部の港を訪れた。
1806年、コンスタブルは2か月間の湖水地方の旅に出た。
コンスタブルは、友人で伝記作家のチャールズ・レスリーに対し、山の孤独感が精神を圧迫すると語った。レスリーは次のように書いている。
彼の性格は独特の社会性を持っており、どんなに壮大な風景であっても、人との関わりがないと満足できない。彼は村、教会、農家、コテージを必要としていた。
コンスタブルは、冬はロンドンで過ごし、夏は故郷イースト・バーゴルトで絵を描くという生活を送っていた。1811年には、ソールズベリーのジョン・フィッシャーのもとを訪問した。このソールズベリーの大聖堂とその周辺の風景は、コンスタブルの最高傑作のいくつかにインスピレーションを与えた。

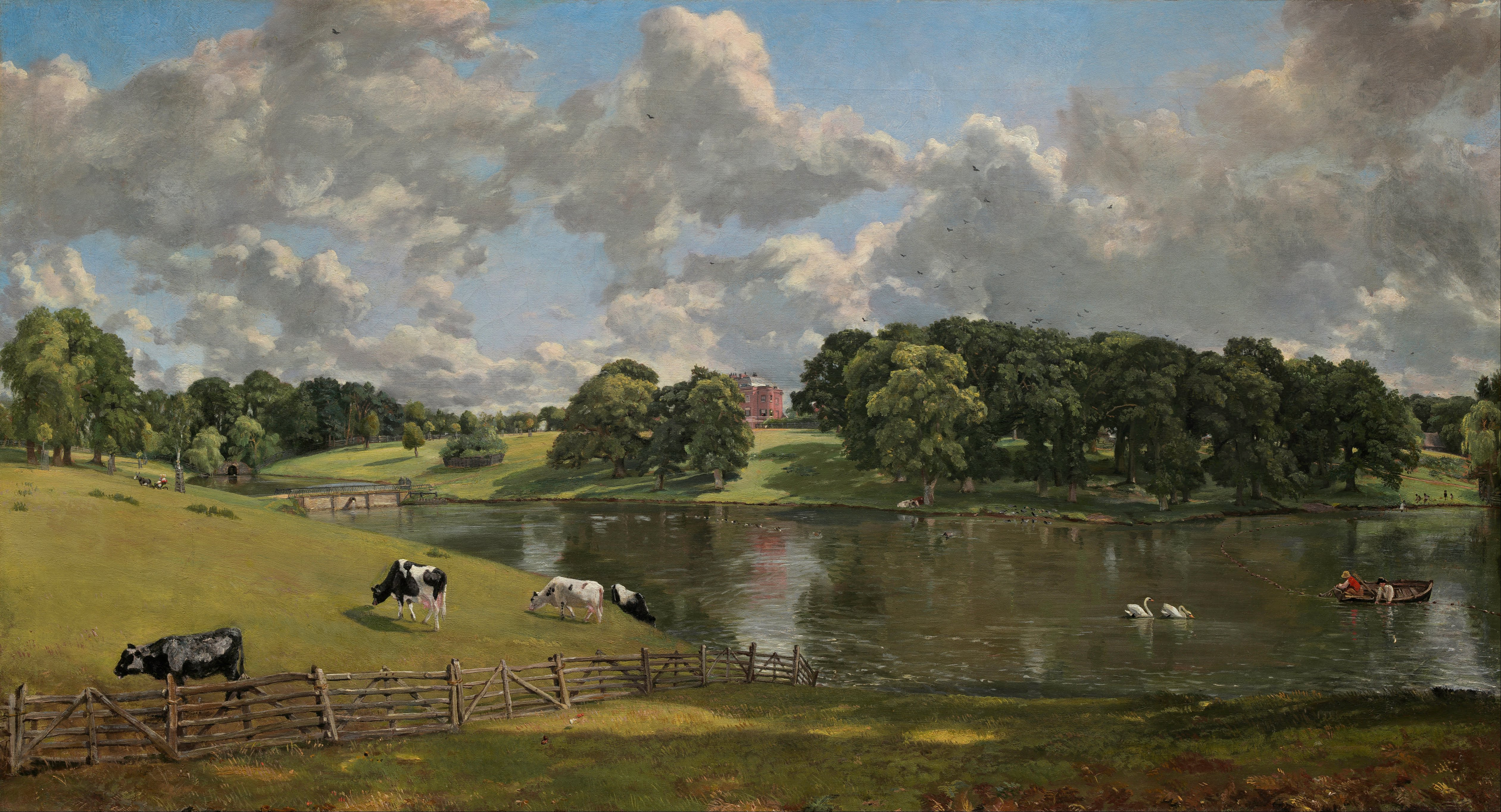
『ワイブンホー・パーク』（1816年）ワシントンD.C.・ナショナル・ギャラリー所蔵

生活費を稼ぐために肖像画も描いており、自身はつまらないものと述べていたが、多くの素晴らしい肖像画を残している。また、時折、宗教画も描いているが、ジョン・ウォーカーは「コンスタブルの宗教画家としての能力のなさを大げさに言ってはいけない」と述べている。
コンスタブルの別の収入源は、カントリーハウスの絵だった。1816年、フランシス・スレーター＝リバウ少将の依頼を受け、彼の別荘であるエセックス州ワイブンホー・パークの絵を描いた。少将は、アレスフォード・ホールの敷地内にあるフィッシング・ロッジを描いた小さな絵も依頼しており、この絵は現在、ビクトリア国立美術館に所蔵されている。コンスタブルは、これらの依頼で得たお金を、マリア・ビックネルとの結婚費用に充てた。

## 結婚

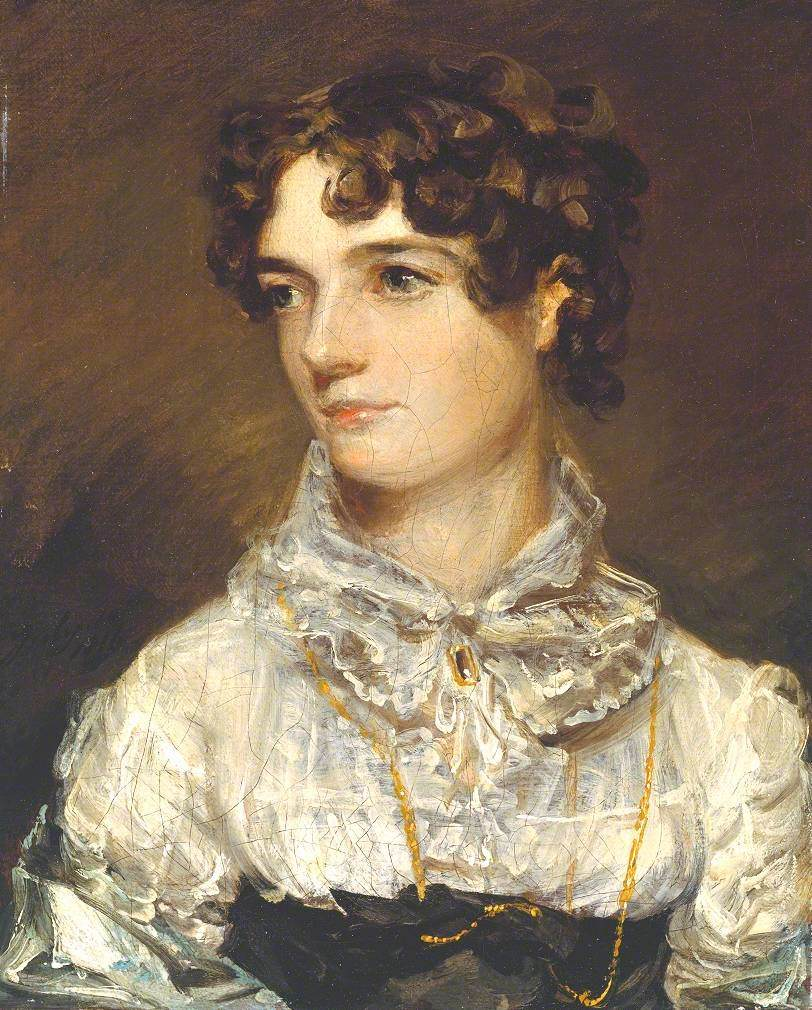
コンスタブルによるマリア・ビックネルの肖像画（1816年）テート・ブリテン所蔵

1809年から、幼なじみのマリア・エリザベス・ビックネル(Maria Elizabeth Bicknell)と深い恋愛関係になった。1816年、コンスタブルが40歳の時に2人は結婚したが、イースト・バーゴルトの教区牧師であるマリアの祖父に反対された。祖父はコンスタブル家が社会的に劣った存在であると考え、マリアに対し、コンスタブルと結婚するのであれば相続放棄をするよう脅した。マリアの父で、国王ジョージ4世や海軍本部の事務弁護士のチャールズ・ビックネルは、マリアが相続放棄をするべきではないと考えていた。マリアはジョンに、無一文で結婚すれば、絵でキャリアを積むチャンスが失われると指摘した。コンスタブルの両親は、この結婚を認めながらも、コンスタブルが経済的に安定するまでは生活を支援しないと言った。両親が相次いで亡くなると、コンスタブルは家業の株の5分の1を相続した。

『ウェイマス湾、ボウリーズ・コーヴとジョーダン・ヒル』（1816年頃）ロンドン・ナショナル・ギャラリー所蔵

1816年10月にセント・マーティン・イン・ザ・フィールズでマリアとの結婚式が行われ、友人である主教でパトロンの1人だったジョン・フィッシャーが司式した。新婚旅行で訪れたイギリス南海岸のウェイマスやブライトンの海に刺激され、鮮やかな色彩と生き生きとした筆致の新しい技法を開発した。それと同時に、彼の作品にはより大きな感情が表現されるようになった。
結婚の3週間前、コンスタブルはこれまでで最も野心的なプロジェクトに着手したことを明らかにした。イースト・バーゴルトからマリアに宛てた手紙の中で、彼は次のように書いている。
私は今、次の展覧会に向けて考えていた大きな絵を描いている最中です。

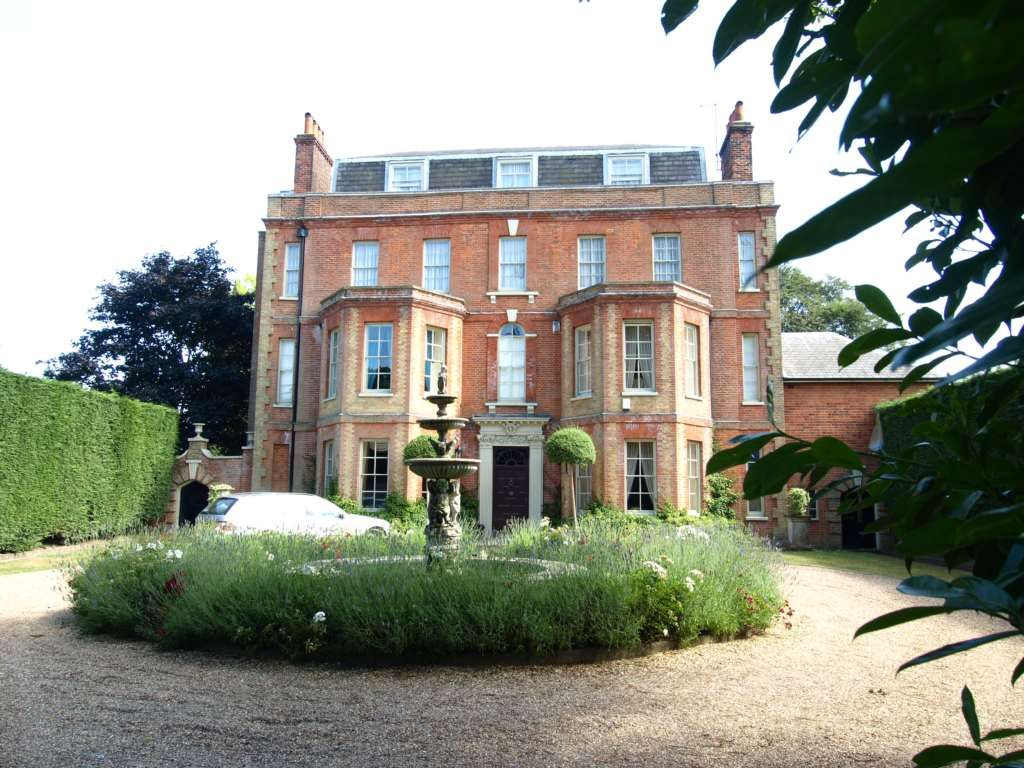
コンスタブルが1809年から1811年まで住んでいたエプソムのハイランズ・ハウス

この絵は『フラットフォードの製粉所（航行可能な川の情景）』(Flatford Mill (Scene on a Navigable River))で、これまでに描いたストアー川の風景としては最大のもので、屋外で完成させたものとしても最大のものだった。コンスタブルは、より大きなスケールで描くことを決意していた。その目的は、ロイヤル・アカデミーの展覧会で注目を集めることだけではなく、彼が敬愛する古典的な風景画家たちの業績に匹敵するスケールで、風景に関する彼のアイデアを投影することだった。『フラットフォードの製粉所』は、1817年にロイヤル・アカデミーに出品されたが、買い手はつかなかった。しかし、その繊細で緻密な表現は高く評価され、コンスタブルはこの後に続く、より大きな作品へと進むことになった。

## 6フィート画

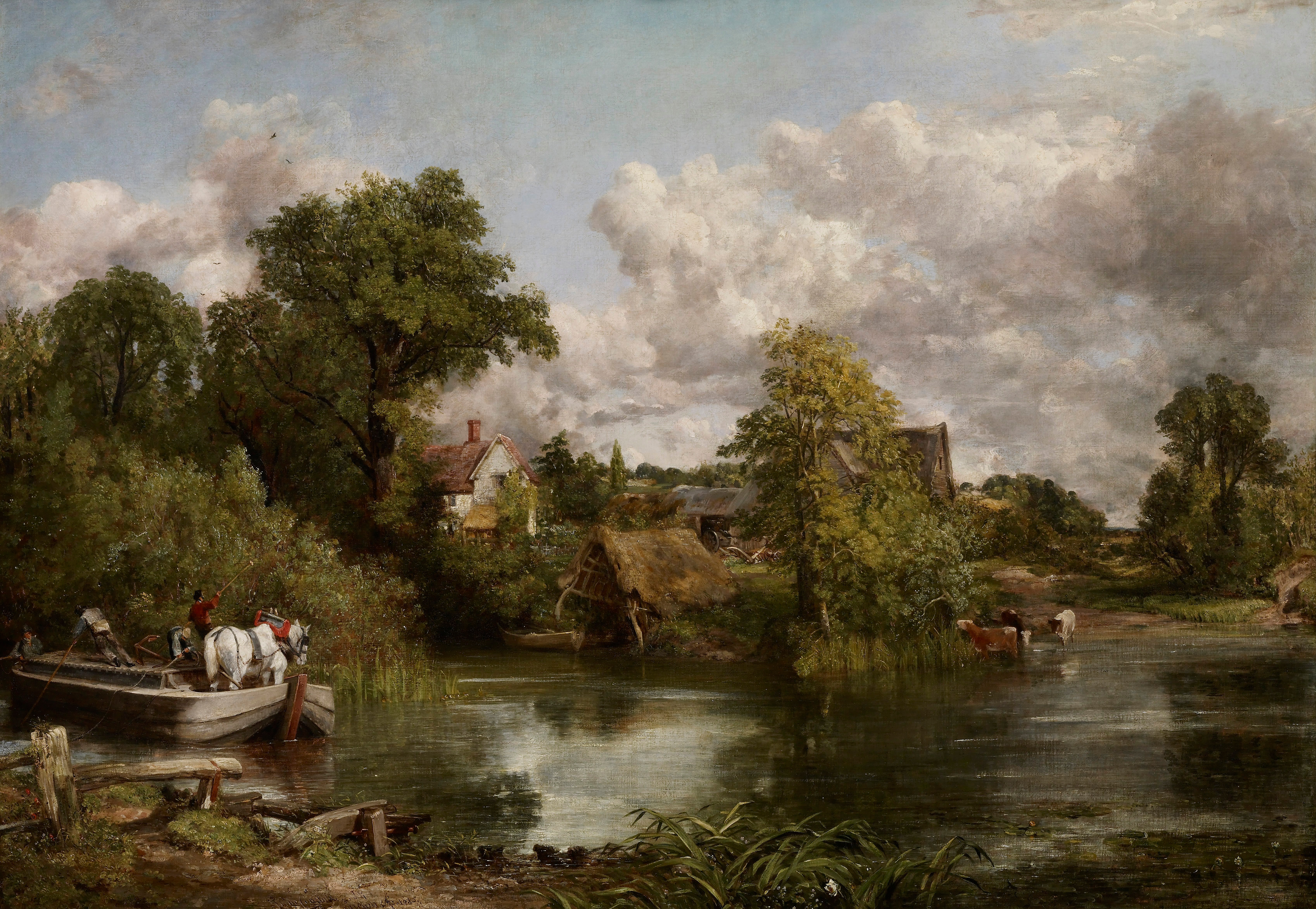
『白い馬』（1819年）フリック・コレクション所蔵

コンスタブルは絵を描くことでなんとか収入を得ようとしていたが、最初に絵が売れたのは1819年、43歳のときだった。その絵は『』(The White Horse)で、チャールズ・ロバート・レスリーはこの絵を「コンスタブルが描いた中で最も重要な絵」と評している。この絵は、友人のジョン・フィッシャーに100ギニーという高額で売却され、コンスタブルはそれまで経験したことのない経済的な自由を手に入れることができた。『白い馬』はコンスタブルのキャリアにおいて重要なターニングポイントとなった。この作品の成功により、コンスタブルはロイヤル・アカデミーの準会員に選出され、その大きさから「6フィート画」(six-footers)と呼ばれるストアー川を描いた6枚の風景画シリーズを制作することになった。このシリーズは、「19世紀のヨーロッパで制作された最も骨太で力強い風景画」と言われており、コンスタブルのキャリアを決定づける作品となっている。「6フィート画」のシリーズには他に、『ストラットフォードの製粉所』（1820年、ロンドン・ナショナル・ギャラリー所蔵）、『乾草の車』（1821年、ロンドン・ナショナル・ギャラリー所蔵）、『デダム付近のストアー川の眺め』（1822年、ロサンゼルス郡・ハンティントン図書館・美術館所蔵）、『』（1824年、個人蔵）、『跳ね馬』（1825年、ロンドン・ロイヤル・アカデミー・オブ・アーツ所蔵）がある。
翌年には、2作目の6フィート画『ストラットフォードの製粉所』(Stratford Mill)が展示された。『エグザミナー』紙はこの作品を、「これまでに見たイングランド人のどの絵よりも、自然を正確に表現している」と評した。この絵は成功し、ジョン・フィッシャーが購入した。フィッシャーはこの絵を100ギニーで購入したが、フィッシャー自身はこの価格は低すぎると考えていた。フィッシャーは、自分の弁護士で友人のジョン・パーン・ティニーのためにこの絵を購入した。この絵を気に入ったティニーは、コンスタブルにさらに100ギニーを出して次の絵を描いてほしいと申し出たが、コンスタブルはその申し出を受けなかった。

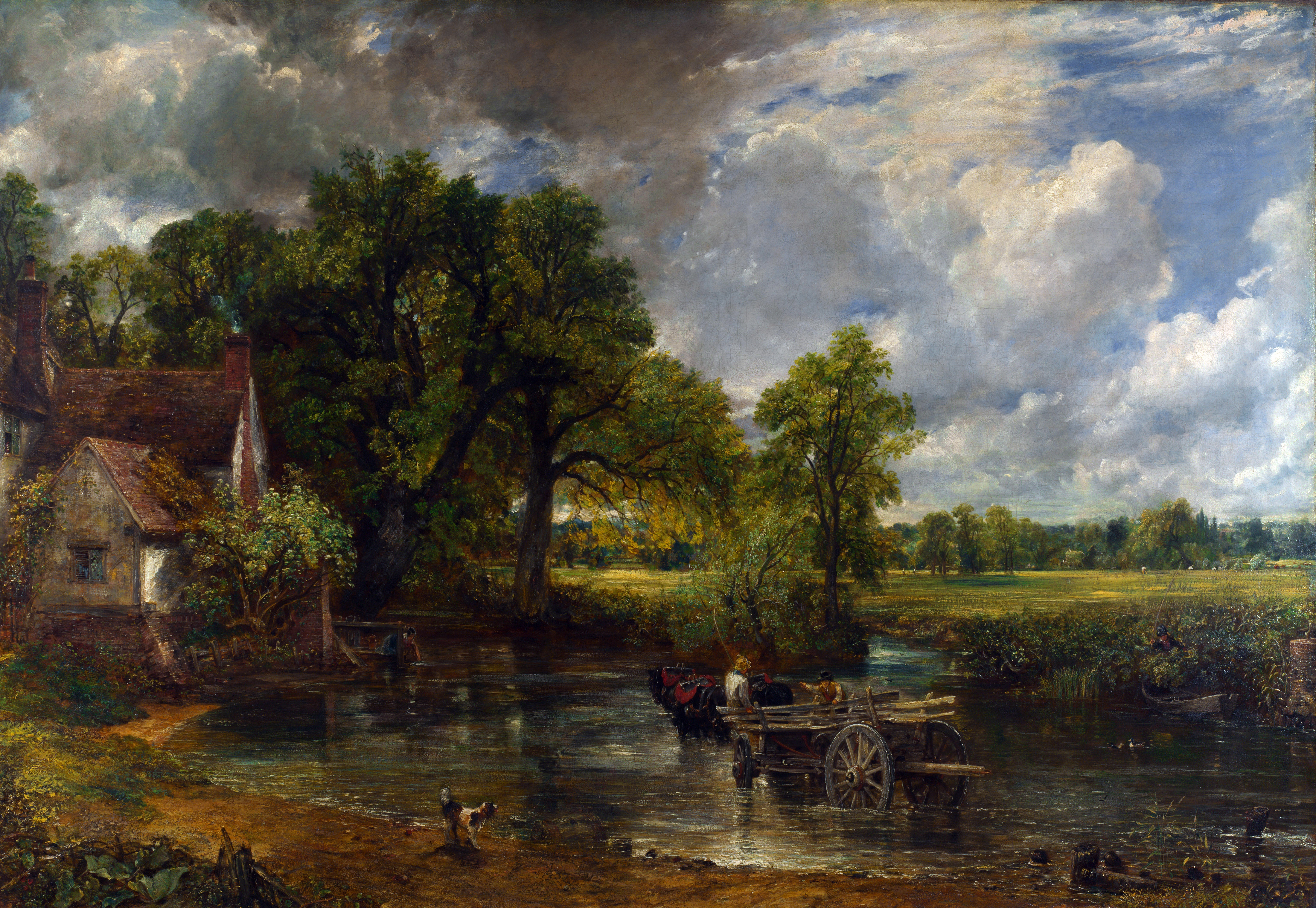
『乾草の車』（1821年）ロンドン・ナショナル・ギャラリー所蔵

1821年、ロイヤル・アカデミーの展覧会に、彼の最も有名な作品『乾草の車』(The Hay Wain)が出品された。この作品は買い手がつかなかったものの、画家のテオドール・ジェリコーや作家のシャルル・ノディエなど、当時の重要人物に鑑賞された。画家のウジェーヌ・ドラクロワによると、ジェリコーはコンスタブルの絵を見て「驚愕」して帰国したといい、ノディエは「フランスの芸術家もローマに行ってインスピレーションを得るのではなく、自然に目を向けるべきだ」と言ったという。この絵は、『デダム付近のストアー川の眺め』と共に、1824年に画商のジョン・アロースミスが購入し、ヤーマス・イエッティの小品と併せて合計250ポンドで落札された。2枚の絵は同年のサロン・ド・パリに出品されてセンセーションを巻き起こし、『乾草の車』はシャルル10世から金メダルを授与された。『乾草の車』はその後、コレクターのヘンリー・ヴォーンが入手し、1886年にロンドンのナショナル・ギャラリーに寄贈した。
コンスタブルの色彩について、ドラクロワは日記に「彼が草原の緑について言っていることは、あらゆるトーンに適用できる」と書いている。ドラクロワは、アロースミスのギャラリーでコンスタブルの作品を見た後、1824年に制作した『キオス島の虐殺』の背景を塗り直しているが、これは自分にとって非常に良いことだったと語っている。

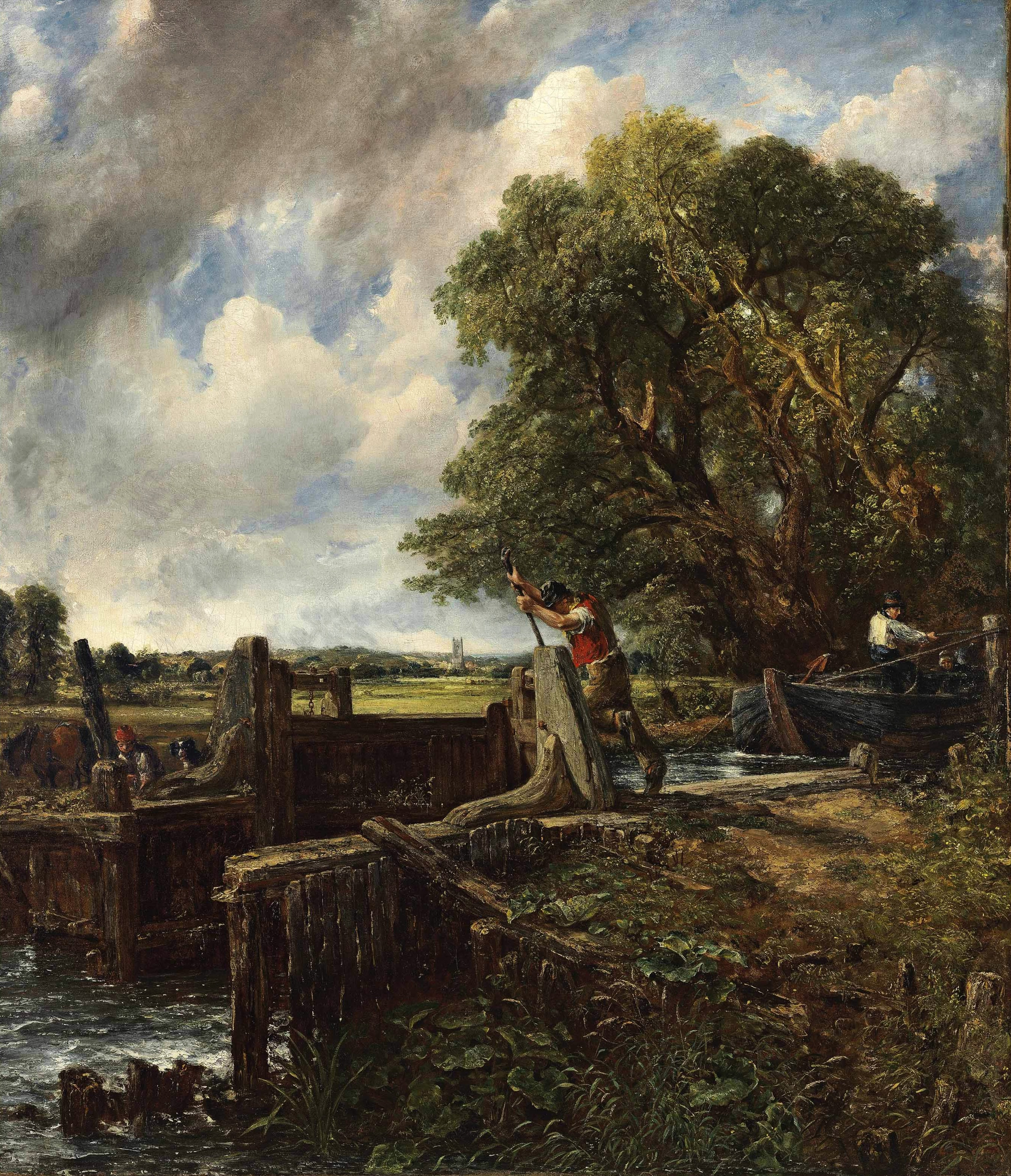
『水門』（1824年）個人蔵

様々な問題が発生したため、『』(The Lock)の完成は1823年の展覧会に間に合わず、より小さな『主教の庭から見たソールズベリー大聖堂』をその代わりに出展した。『主教の庭から見たソールズベリー大聖堂』を発注したフィッシャーはコンスタブルに絵の制作費を送金し、コンスタブルの財政難を救うとともに、『水門』の完成を後押しした。翌年、完成した『水車』は盛大に展示され、展覧会の初日に150ギニーで落札された。展示初日に絵が売れたのは、コンスタブルの生涯でこれが唯一だった。『水門』は、一連の「6フィート画」の中で唯一の縦置きの風景画であり、「6フィート画」の中で唯一、コンスタブルが複数のバージョンを描いている。現在「フォスター版」と呼ばれている2つ目のバージョンは、1825年に描かれたもので、展覧会に出すために自身で保管していたものである。1826年に横置きで描かれた3枚目のバージョンは『水門を通過する舟』(A Boat passing a Lock)と呼ばれ、現在はロイヤル・アカデミー・オブ・アートに所蔵されている。コンスタブルの最後の試みである『跳ね馬』(The Leaping Horse)は、「6フィート画」の中で唯一、コンスタブルの存命中には売られなかった作品である。

## 晩年
コンスタブルは自分の成功を喜んでいたが、妻に結核の症状が出始めると、その喜びも冷めてしまった。妻の病状が悪化したため、海の空気が妻の健康を回復することを願い、1824年から1828年までブライトンに移り住んだ。この期間、コンスタブルはロンドンのシャーロット・ストリートとブライトンを行き来していた。この変化により、コンスタブルの題材は、ストアー川の風景から海岸の風景へと移行していった。コンスタブルは6フィートのキャンバスに描き続けたが、当初はブライトンの風景が絵の題材として適しているかどうかわからなかった。1824年、フィッシャーに宛てた手紙の中で彼はこう書いている。
海の素晴らしさ、そしてその（自分にとっての美しい表現を使えば）永遠に続く声は、騒音にかき消され、駅馬車（ギグ馬車）などによって失われてしまうのです。海岸は、海辺のピカデリー（私たちが食事をした部分）だけです。
コンスタブルの絵は、イギリスでは生涯で20枚しか売れなかったのに対し、フランスではわずか数年でそれ以上の数が売れた。それにもかかわらず、コンスタブルは自分の作品を宣伝するためにイギリスを出ることを全て断っており、フランシス・ダービーに対し「外国で金持ちになるよりも、（イギリスで）貧乏人になるほうがましだ」と書いている。1825年、妻の病気やブライトンでの生活の不便さ、こなしていない多数の依頼に対するプレッシャーなどが原因となって、アロースミスと喧嘩し、フランスでの絵の販路を失ってしまった。

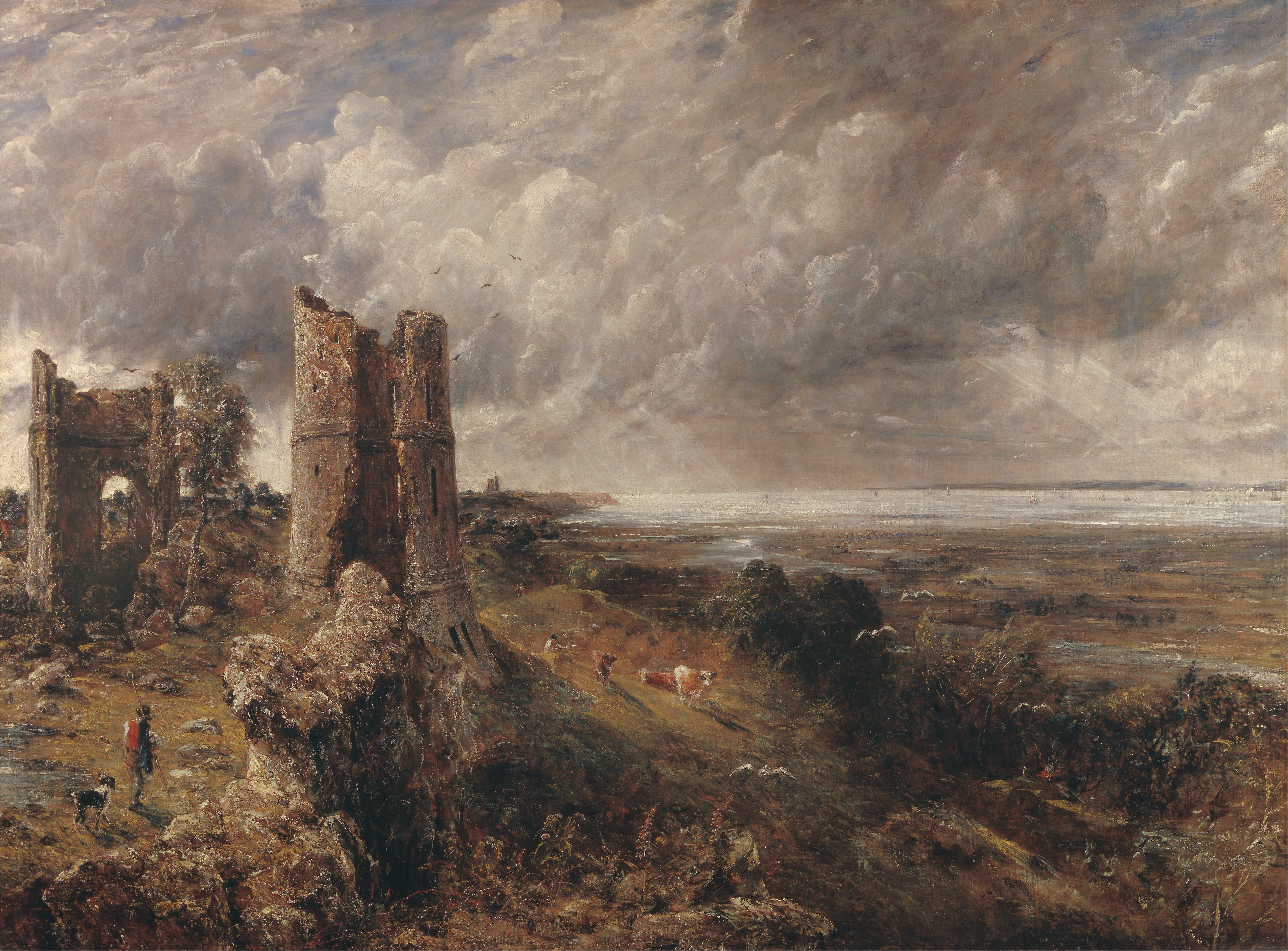
『ハドリー城』（1829年）イェール大学イギリス芸術センター所蔵

『チェーン桟橋、ブライトン』(Chain Pier, Brighton)は、ブライトンを題材にした唯一の6フィートの野心的な絵で、1827年に展示された。コンスタブル夫妻は、マリアの健康回復のために5年間ブライトンに留まったが、効果はなかった。1828年1月に7人目の子供を出産した後、ハムステッドに戻り、同年11月23日にマリアは41歳で亡くなった。コンスタブルは弟に「亡き天使を失った喪失感は計り知れない。私の子供たちがどのように育つかは神のみぞ知る。私にとって世界の様相は一変した」と書き送っている。
以後、彼は黒い服を着るようになり、レスリーによれば「憂鬱で不安な考えの餌食」になっていた。彼は7人の子供たちの面倒を一人で見続けた。マリアとの間の子供はジョン・チャールズ(John Charles)、マリア・ルイーザ(Maria Louisa)、チャールズ・ゴールディング(Charles Golding)、イゾベル(Isobel)、エマ(Emma)、アルフレッド(Alfred)、ライオネル(Lionel)である。この中で子孫を残したのは、だけで、息子がいた。
マリアが亡くなる少し前に、彼女の父親も亡くなり、2万ポンドが遺されていた。コンスタブルは、このお金を使って、出版に備えて風景画のメゾチントを何枚か彫る費用を出したが、これは大失敗した。コンスタブルは優柔不断になり、彫刻家と喧嘩しそうになり、フォリオを出版しても十分な購読者を得ることができなかった。コンスタブルは、版画家のデビッド・ルーカスと緊密に協力して、風景画を描いた40枚の版画を制作したが、そのうちの1枚は13段階の校正を経て、コンスタブルが鉛筆と絵の具で修正したものである。コンスタブルは「ルーカスは私の欠点のない姿を大衆に見せてくれた」と語っているが、この事業は経済的には成功しなかった。

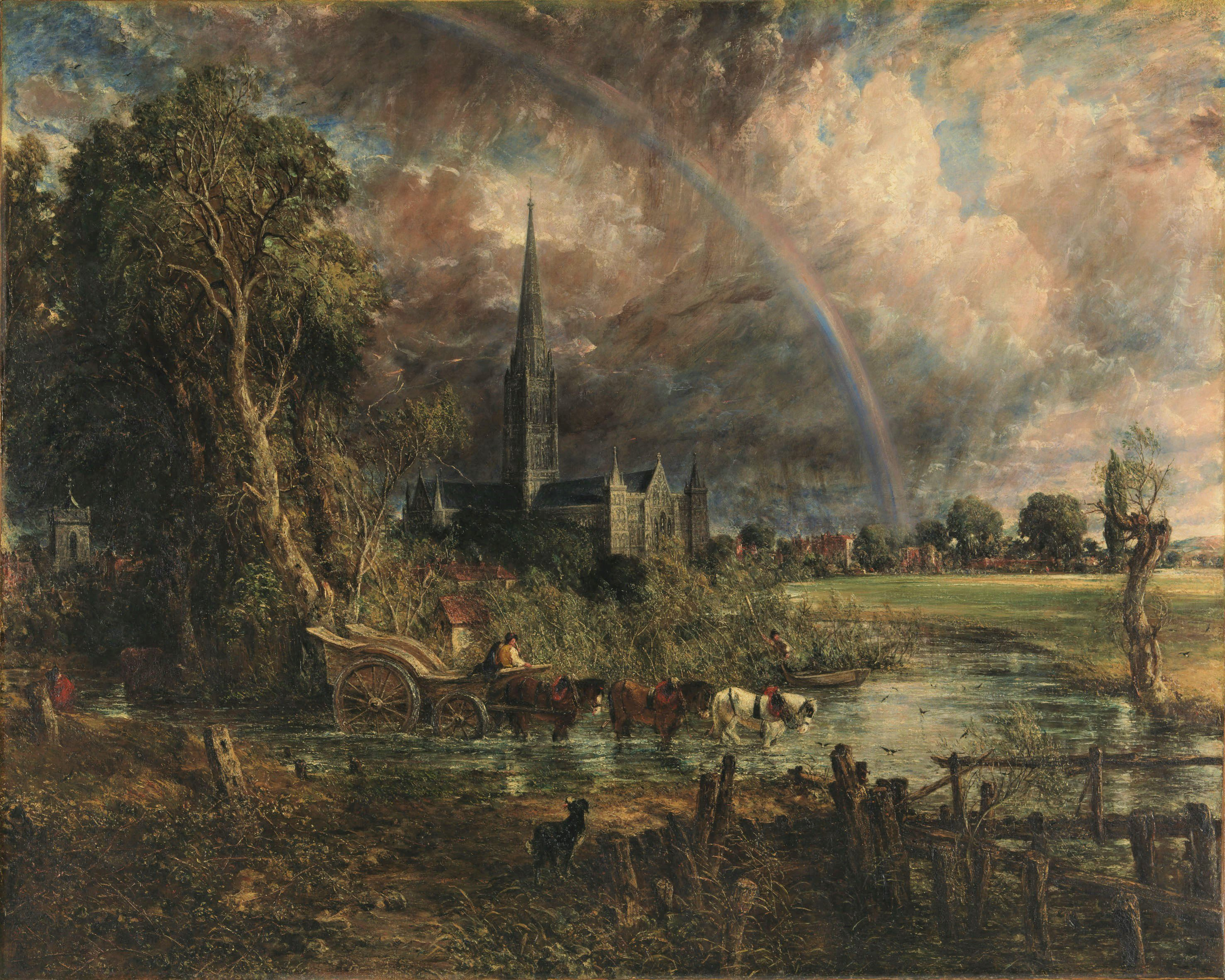
『草原から見たソールズベリー大聖堂』（1831年）テート・ブリテン所蔵

この時期、コンスタブルの作風は、初期の穏やかなものから、より壊れた、アクセントの効いたスタイルへと移行していった。彼の心の動揺や苦悩は、彼の最も表現力豊かな作品の一つである、後の6フィートの大作『ハドリー城』(Hadleigh Castle)（1829年）や『草原から見たソールズベリー大聖堂』(Salisbury Cathedral from the Meadows)（1831年）にはっきりと表れている。
1829年2月、52歳でロイヤル・アカデミーの正会員に選出された。1831年には付属美術学校の客員教授に任命され、学生たちにも人気があった。コンスタブルは、風景画の歴史について公開講座を開くようになり、著名な人物も聴講した。コンスタブルは王立研究所での一連の講義で、「風景画は詩的であると同時に科学的である」「想像力だけでは現実と比較できる芸術を生み出すことはできない」「独学で生まれた偉大な画家はいない」という3つのテーゼを提唱した。また、ゴシック・リバイバルという新しい運動に対しても、単なる「模倣」とみなして反論している。
1835年、ロイヤル・アカデミーの学生に向けて行った最後の講義では、ラファエロを称賛し、ロイヤル・アカデミーを「イギリス芸術の揺りかご」と呼び、「心のこもった喝采を受けた」という。1837年3月31日の夜、心不全により亡くなった。遺体は、ロンドンのハムステッドにあるセント・ジョン・アット・ハムステッド教会の墓地に妻のマリアとともに埋葬された。

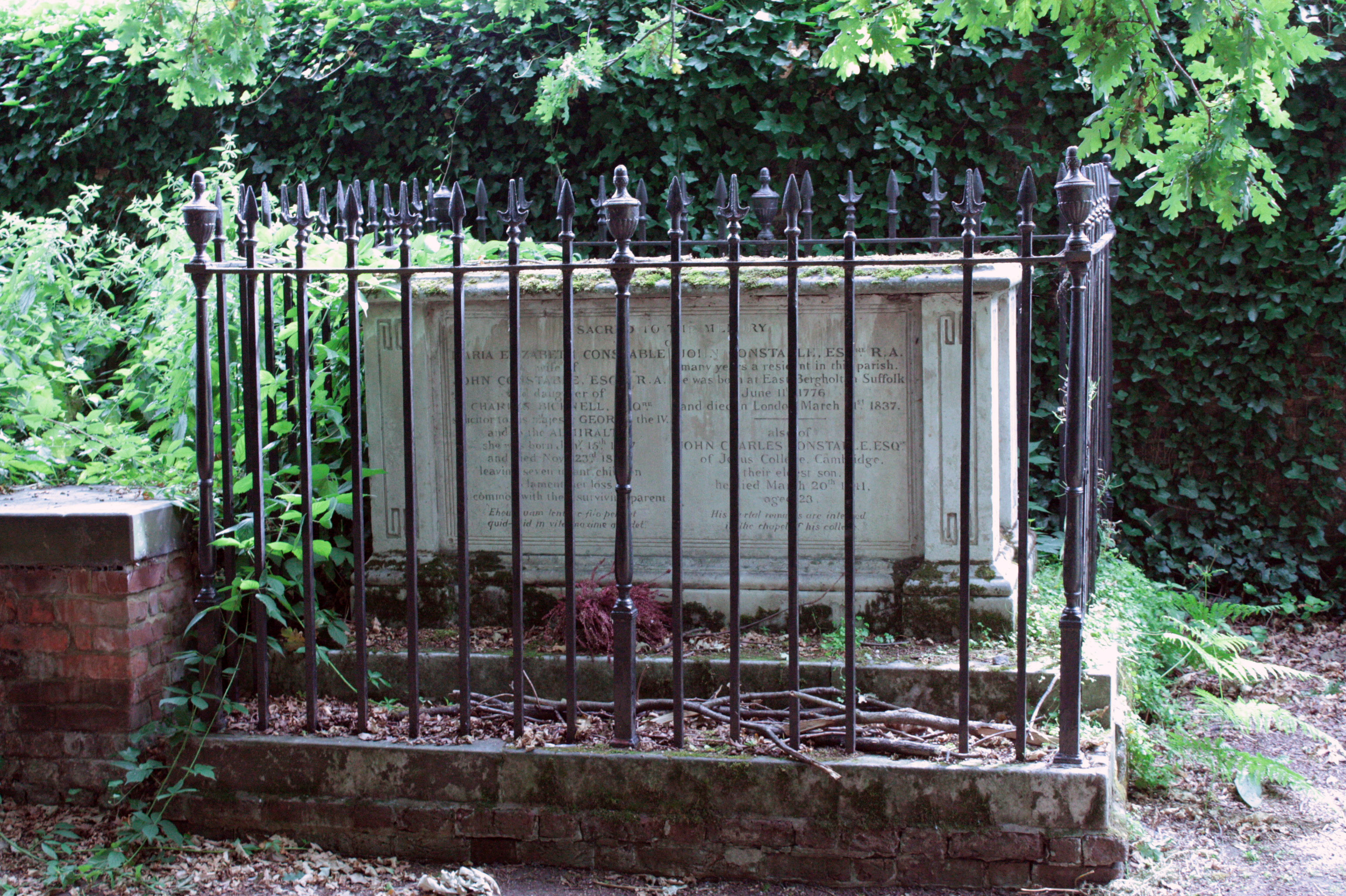
コンスタブルの墓

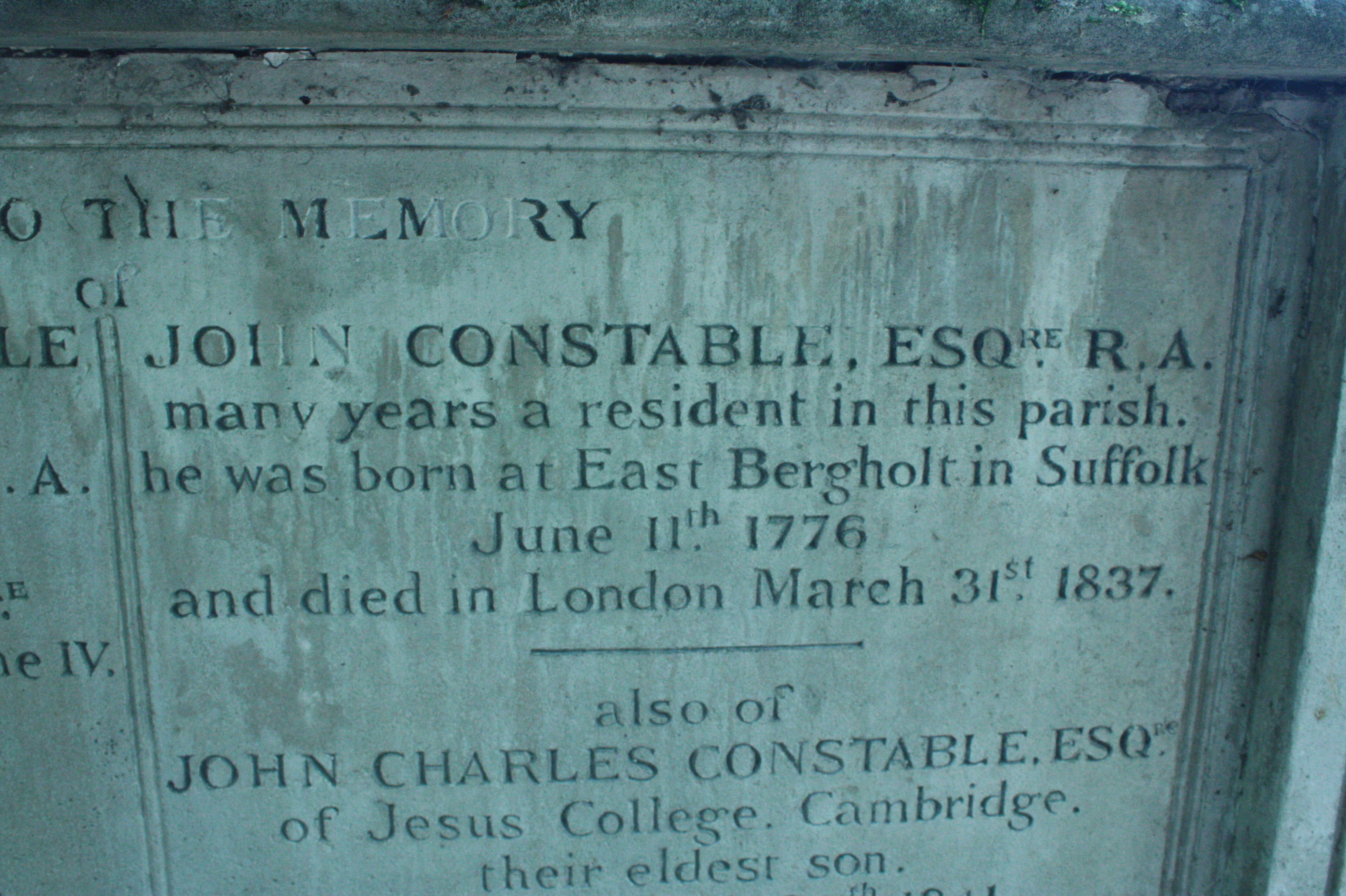
コンスタブルの墓の碑文

## 作風

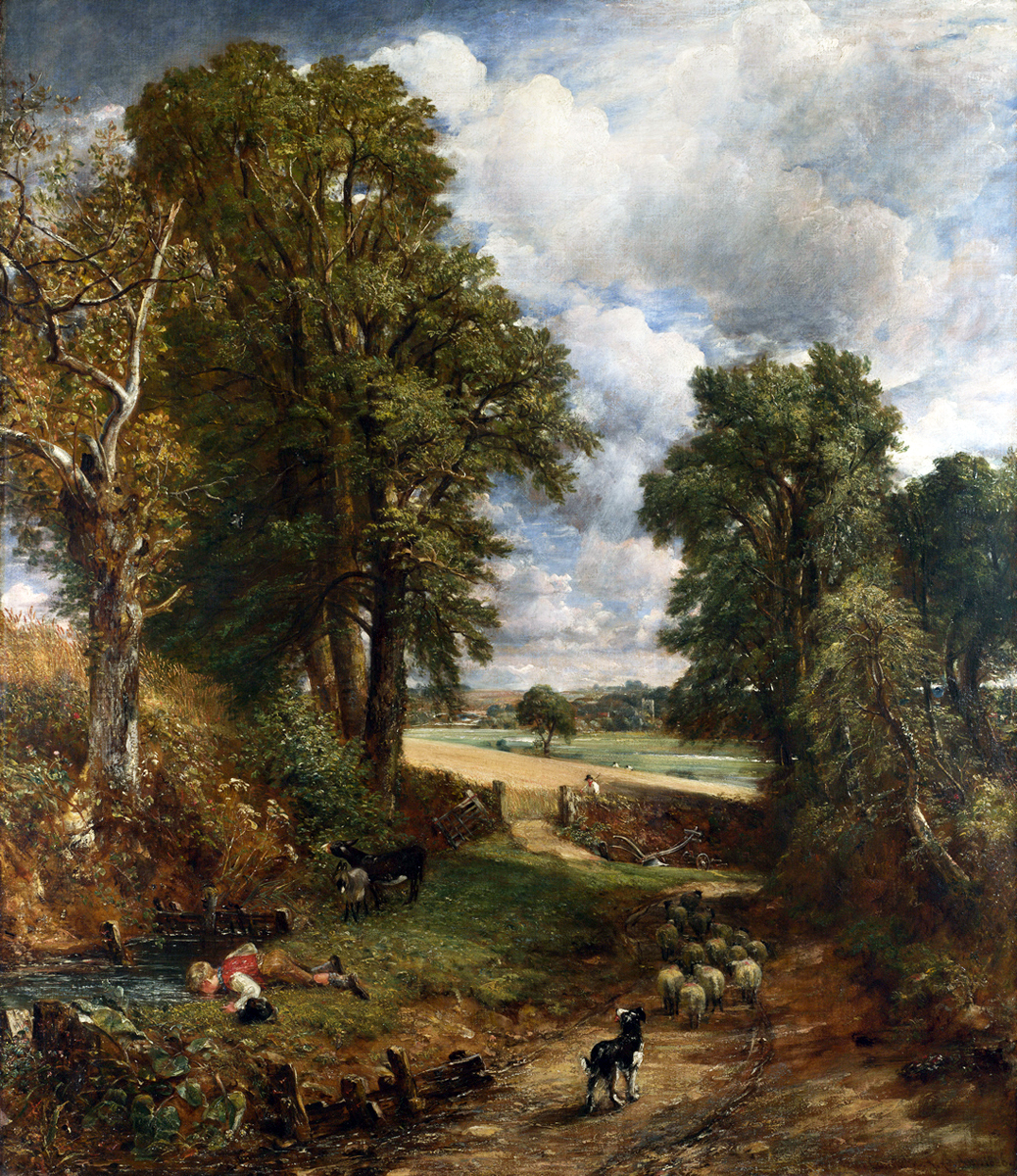
『トウモロコシ畑』（1826年）ロンドン・ナショナル・ギャラリー所蔵

コンスタブルは、自然そのものではなく、想像力を駆使して絵を構成することを芸術家に教えていた芸術文化に対し、静かに反発していた。コンスタブルはレスリーに、「自然からスケッチをしようと思って座るときは、まず絵を見たことがあるということを忘れるようにしている」と語っている。
コンスタブルは生涯、絵の依頼主やロイヤル・アカデミーの展覧会といった「完成品」の市場向けの絵を描いていたが、コンスタブルの制作方法には、「現場での習作」という形で常にリフレッシュすることが不可欠だった。コンスタブルは定型的な手法に満足することはなかった。コンスタブルは、「世界は広い。同じ日は2つとしてないし、同じ1時間も2つとしてない。天地開闢以来、同じ木の葉が2枚あったことはない。そして、芸術の真の産物は、自然の産物と同様に、全てが互いに異なっている」と書いている。
コンスタブルは、完成版の絵に先立って、構図を確認するために原寸大の習作を数多く描いている。自由で力強い筆致で描かれたこれらの大きなスケッチは、当時としては画期的なものであり、芸術家や学者、一般の人々の興味を引き続けている。例えば、『跳ね馬』や『乾草の車』の油彩スケッチは、コンスタブルが描いた同じ題材の完成版にはない活気と表現力を感じさせる。コンスタブルの作品の中でも、これらの油彩スケッチは、彼が「アバンギャルド」な画家であり、風景画がまったく新しい方向に進むことができることを示した画家であったことを明らかにしている。

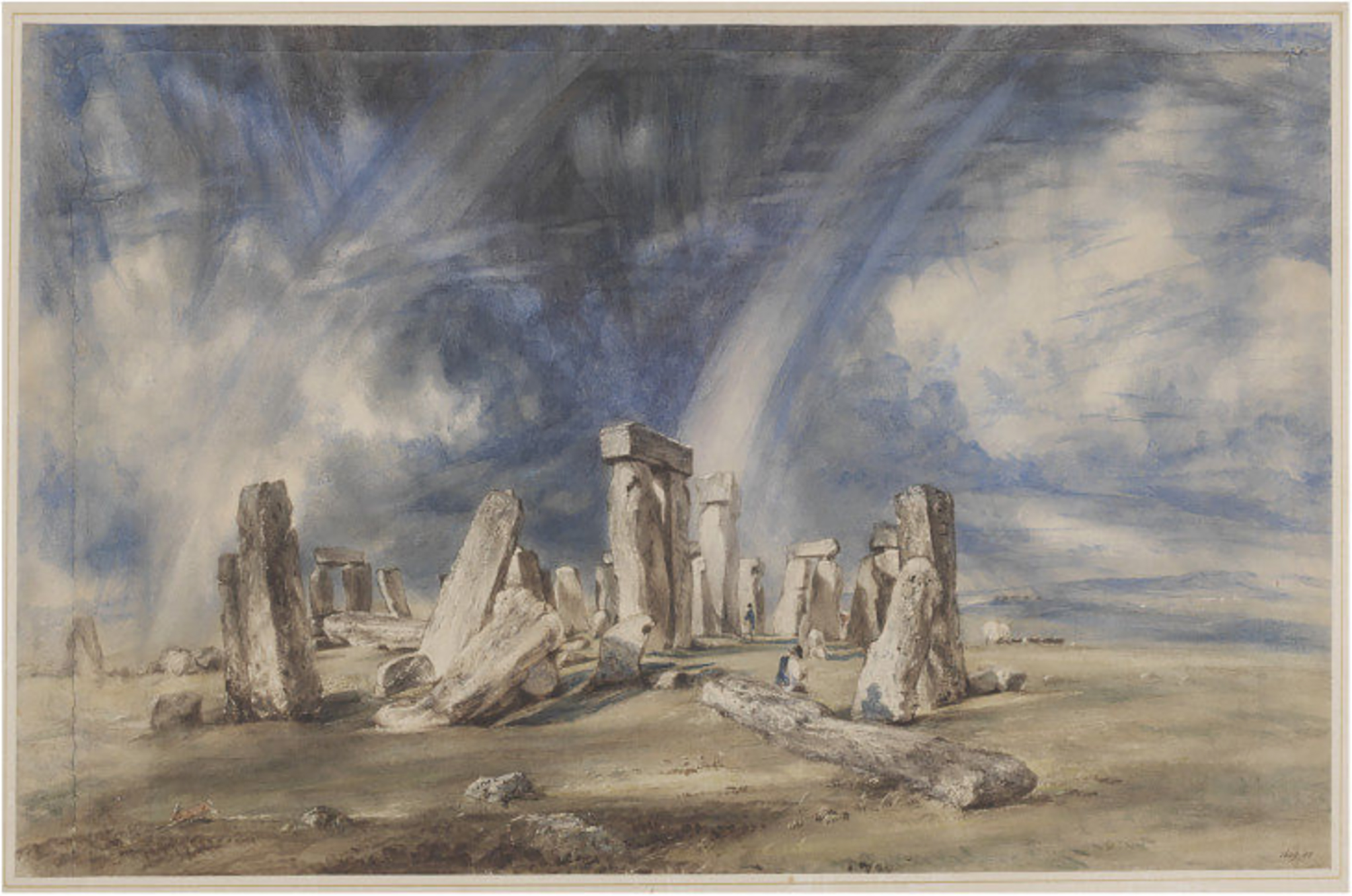
『ストーンヘンジ』（1835年）ヴィクトリア&アルバート博物館所蔵

コンスタブルの水彩画は、当時としては非常に自由で、二重の虹がかかった神秘的な『ストーンヘンジ』（1835年）は、史上最高の水彩画の一つとされている。1836年にこの作品を展示した際、コンスタブルは次の文章を添えた。
ストーンヘンジの神秘的なモニュメントは、荒涼とした無限の草原の上に離れて立っており、現在の用途と同様に過去の時代の出来事とは無縁であり、全ての歴史的記録を超えて、全く知られていない時代の不明瞭さへとあなたを連れて行く。
コンスタブルは、本格的な油彩スケッチだけでなく、風景や雲の観察を数多く行い、大気の状態をより科学的に記録することを目指していた。1827年の『チェーン桟橋』に対し、ある批評家は「大気には独特の湿気があり、傘が欲しくなるような雰囲気だ」と書いている。

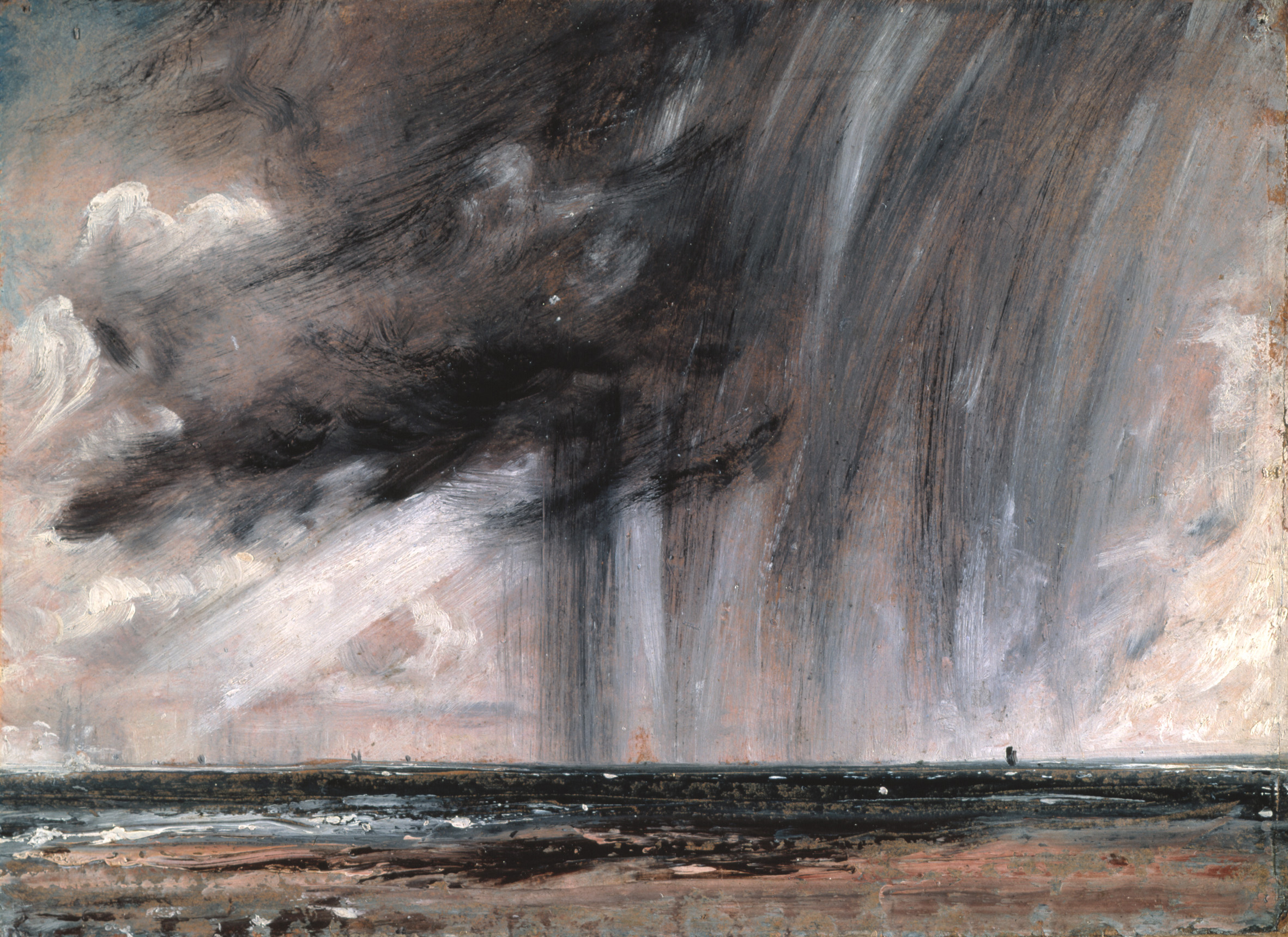
『雨雲のある海景の習作』（1824年頃）ロイヤル・アカデミー・オブ・アーツ所蔵

このスケッチは、（ピエール＝アンリ・ド・ヴァランシエンヌが1780年頃にローマで描いた油彩スケッチを除いて）屋外で対象物を見ながら直接描かれた初めてのものだった。光と動きの効果を表現するために、コンスタブルは乱れた筆致を使い、しばしば小さなタッチで、明るい部分に散らして、風景全体を包み込むようなきらめく光の印象を与えた。コンスタブルの習作の中でも最も表現力豊かで力強い作品の一つである、1824年にブライトンで描かれた『雨雲のある海景の習作』(Seascape Study with Rain Cloud)では、海上で積乱雲が湧き上がる瞬間を、切れ味のよい暗い筆致で捉えている。コンスタブルはまた、虹の効果を描くことにも興味を持っており、例えば1831年の『草原から見たソールズベリー大聖堂』(Salisbury Cathedral from the Meadows)や、1833年の『イースト・バーゴルトのコテージ』(Cottage at East Bergholt)などがある。
コンスタブルは、風景画において空は「重要な音符であり、スケールの基準であり、感情の主要な器官である」と信じており、しばしばスケッチの裏に、天候や光の方向、時間帯などを書き加えていた。この習慣は、気象学者ルーク・ハワードによる雲形の分類に関する先駆的な研究に影響を受けたものである。コンスタブルは、トーマス・イグネイシャス・マリア・フォースターの"Researches About Atmospheric Phaenomena（大気現象の研究）を読んで、気象学の用語を十分に理解していたことを示す注釈を書き残している。1821年10月23日、コンスタブルはフィッシャーに「私は空をよく見てきました。私はあらゆる困難を克服することを決意しています」という手紙を送った。
コンスタブルは、レスリーに宛てた手紙の中で、「私の限定された抽象的な芸術は、あらゆる垣根の下、あらゆる路地で見られるものであり、従って誰もそれを拾う価値があるとは思わない」と書いている。コンスタブルは、自分の実直な技術がこれほどまでに影響力を持つことになるとは想像もしていなかった。コンスタブルの芸術は、同時代のジェリコーやドラクロワだけでなく、バルビゾン派、そして19世紀後半のフランス印象派にも影響を与えた。

## ギャラリー

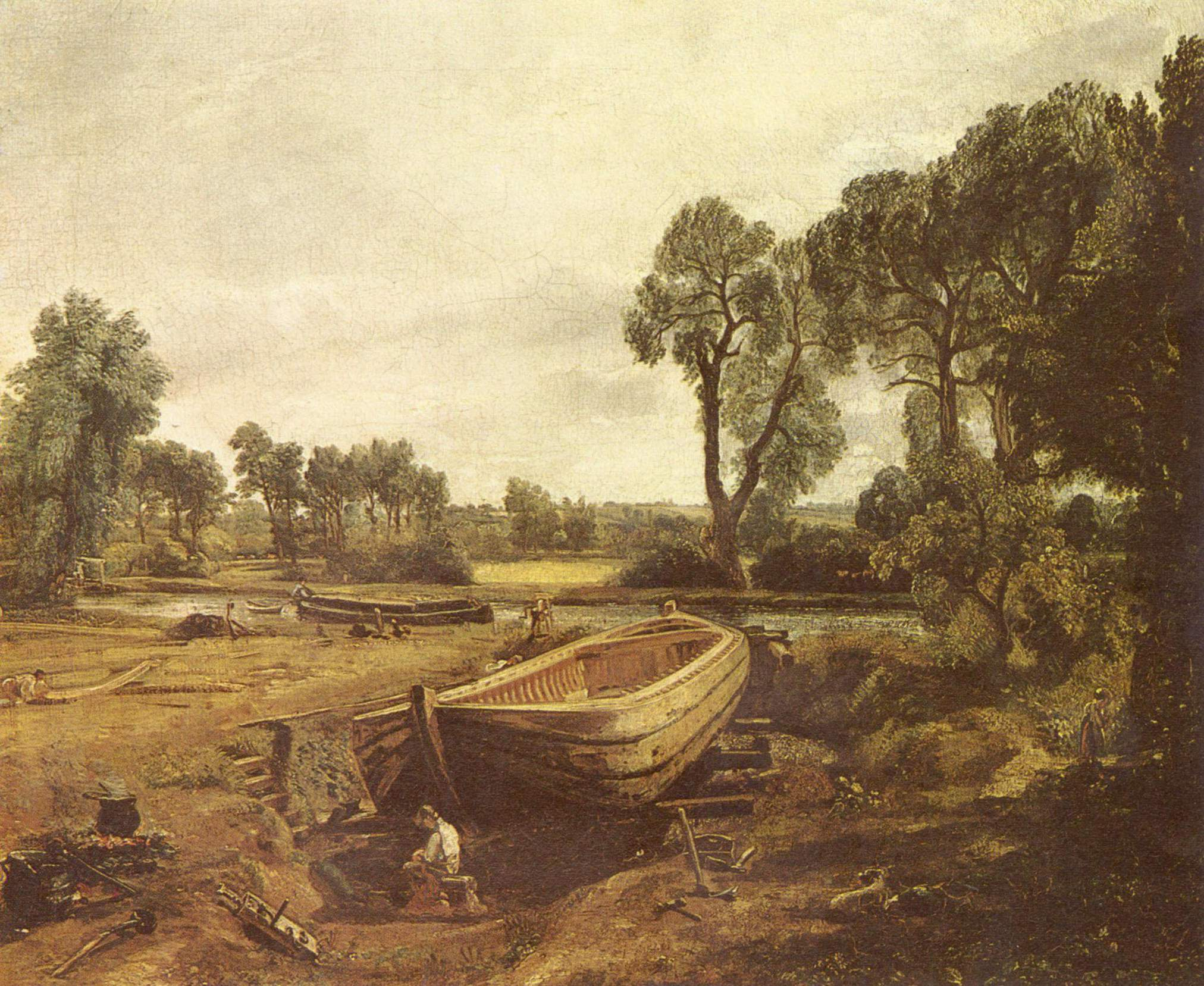
フラットフォードの製粉所近くの舟造り(Boat-building near Flatford Mill)（1815年）ロンドン・ヴィクトリア&アルバート博物館
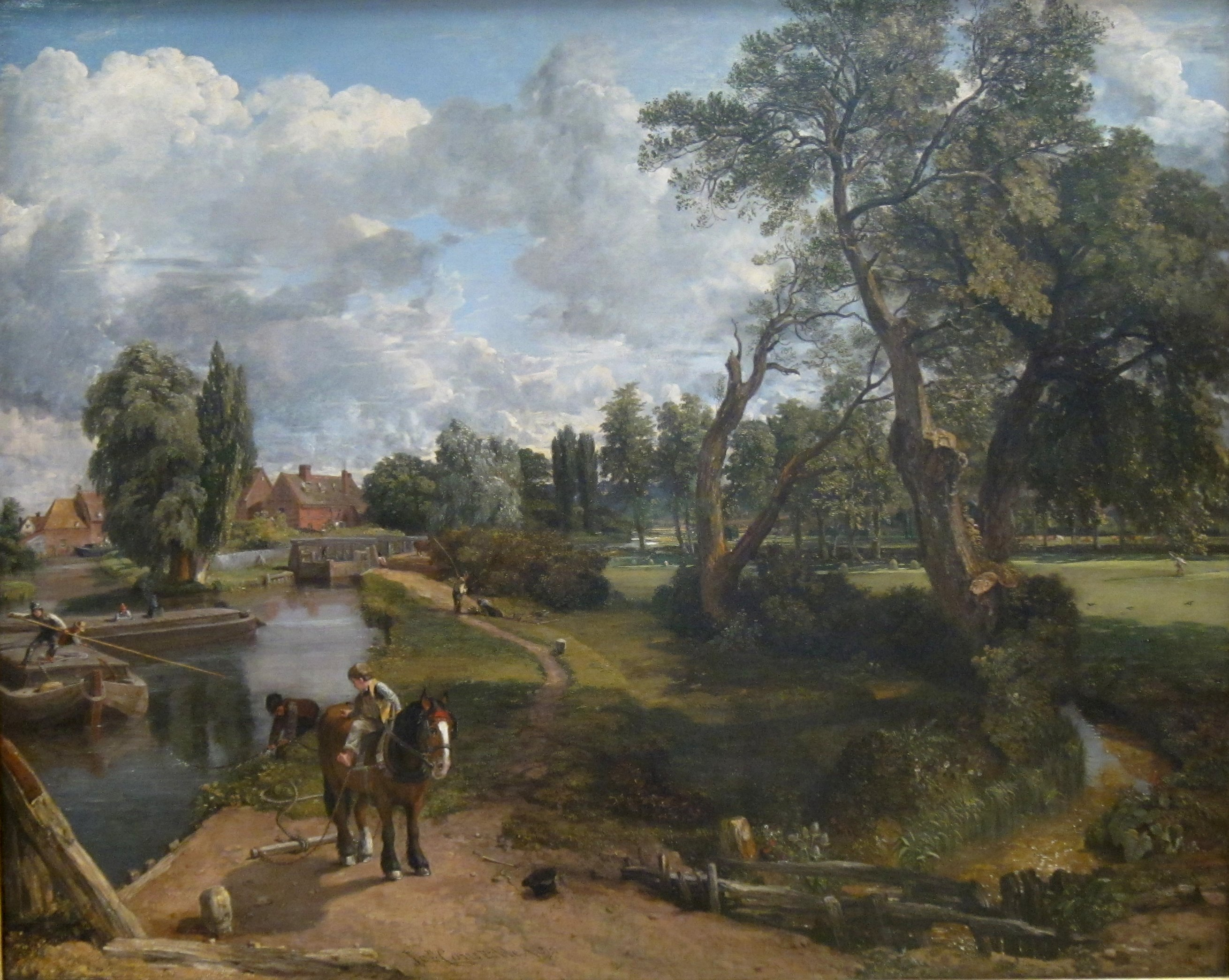
『フラットフォードの製粉所（航行可能な川の情景）』(Flatford Mill (Scene on a Navigable River))（1816年頃、油彩・キャンバス）ロンドン・テート・ブリテン所蔵
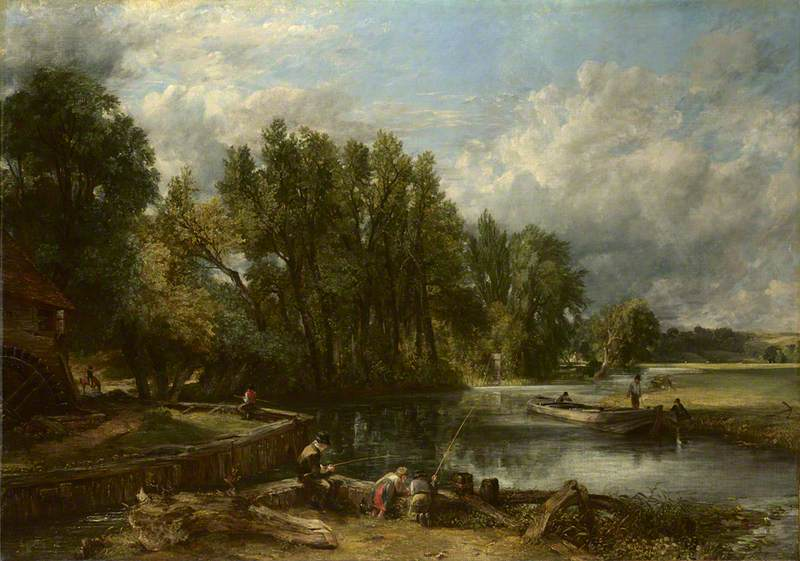
『ストラトフォードの製粉所（英語版）』(Stratford Mill)（1820年、油彩・キャンバス）ロンドン・ナショナル・ギャラリー所蔵
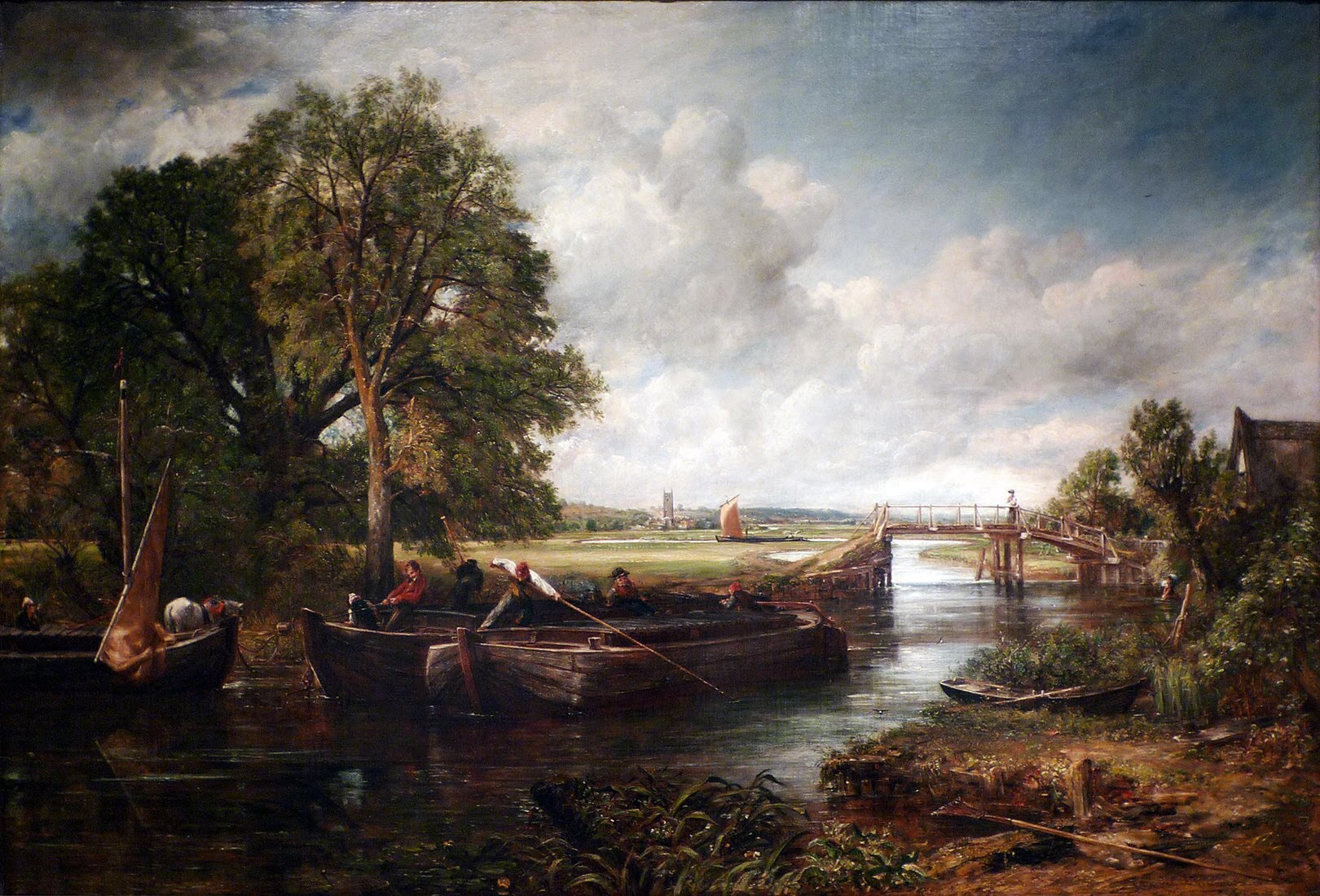
『デダム付近のストアー川の眺め』(View on the Stour near Dedham)（1822年、油彩・キャンバス）ロサンゼルス郡・ハンティントン図書館・美術館所蔵
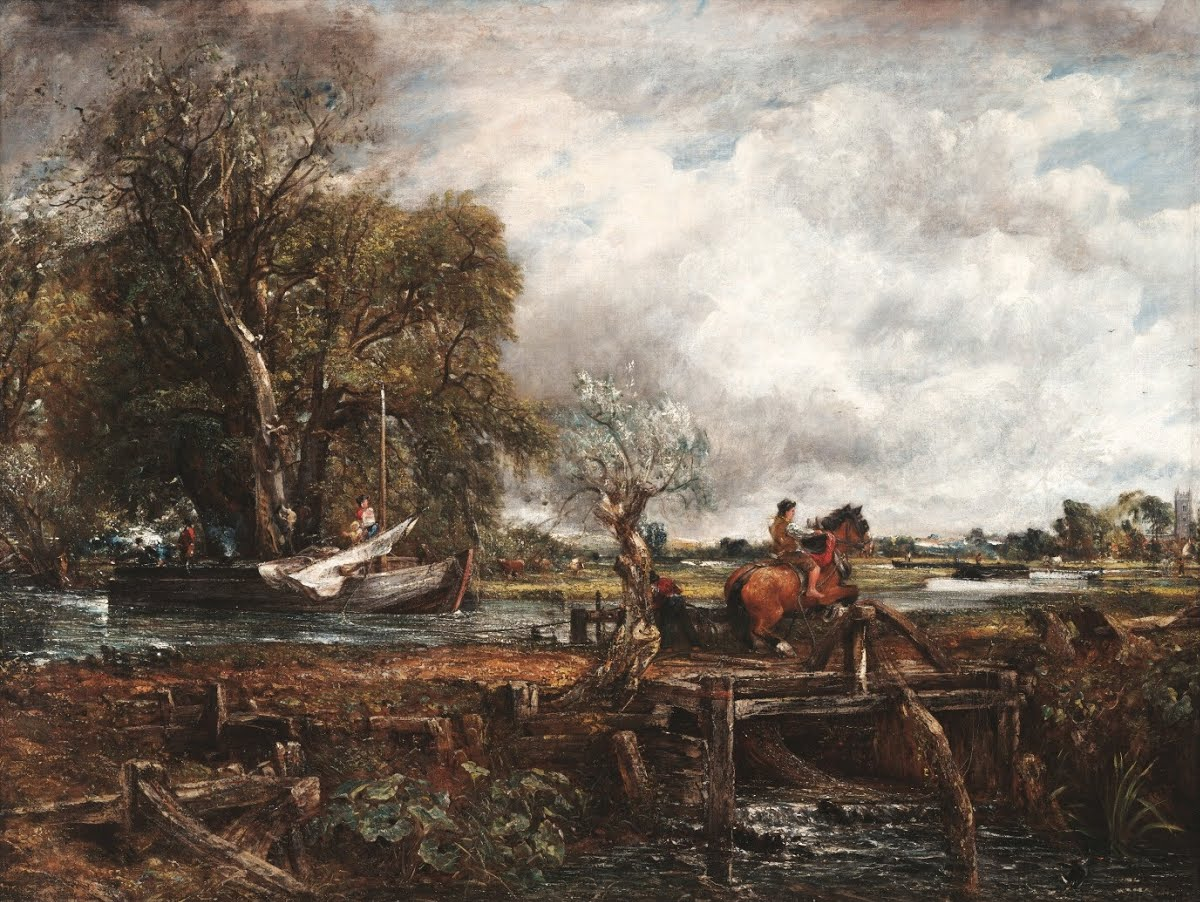
『跳ね馬』(The Leaping Horse)（1825年、油彩・キャンバス）ロンドン・ロイヤル・アカデミー・オブ・アーツ所蔵
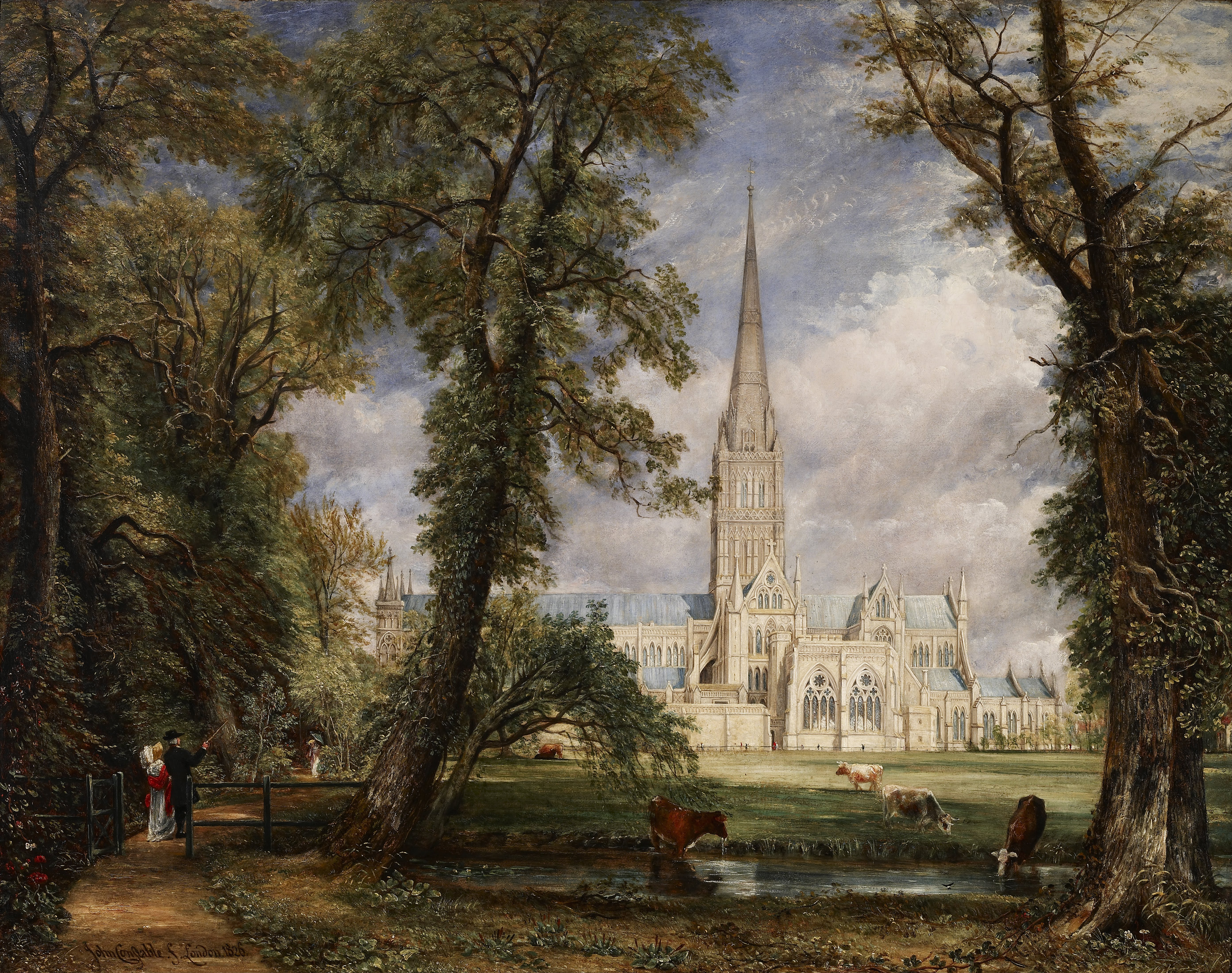
『主教の庭から見たソールズベリー大聖堂』(Salisbury Cathedral from the Bishop's Grounds)（1825年頃）ニューヨーク・フリック・コレクション所蔵。コンスタブルは、この絵を依頼したソールズベリー主教ジョン・フィッシャーへの感謝の気持ちを込めて、主教とその妻を左下に描いている。
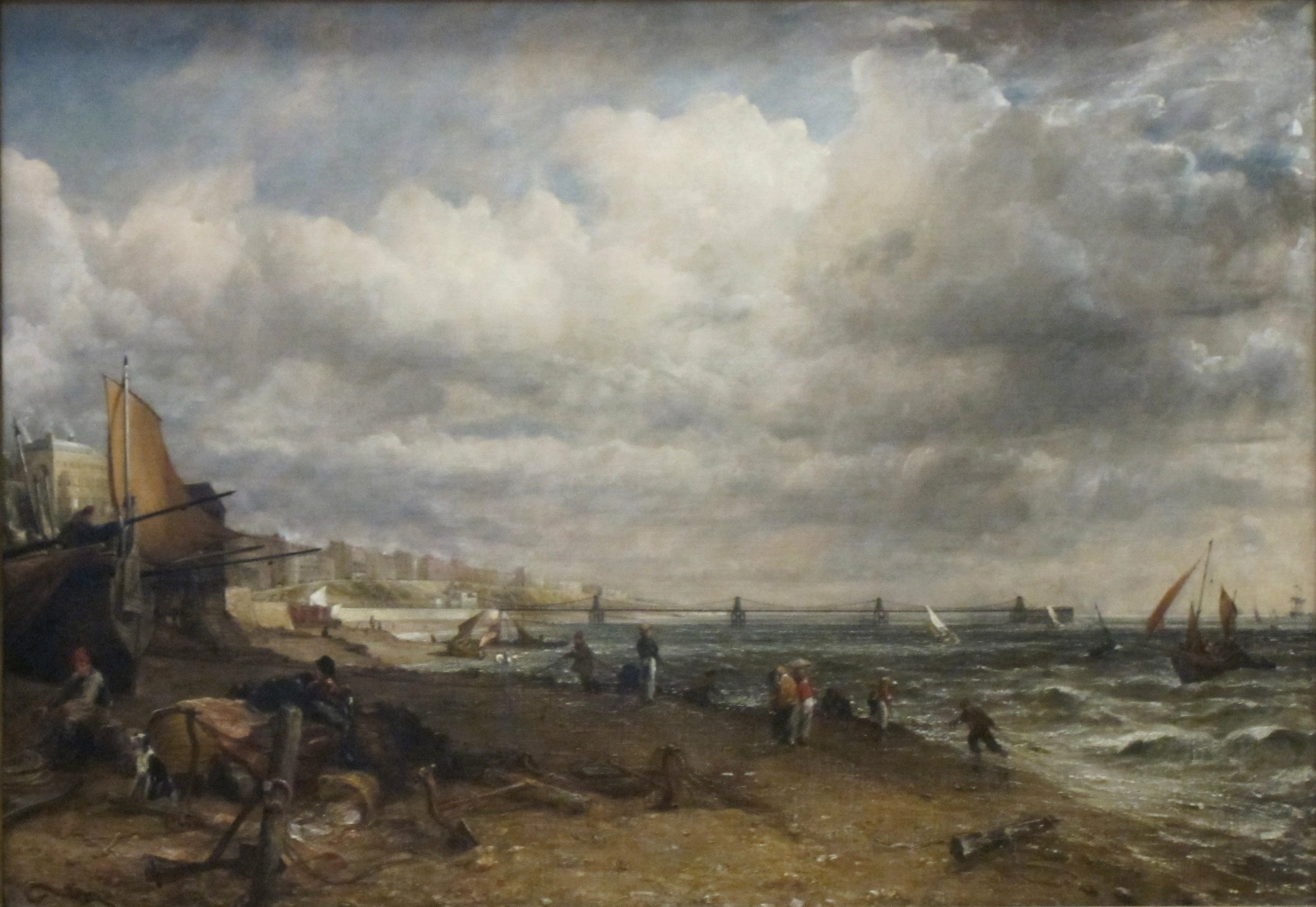
『チェーン桟橋、ブライトン』(Chain Pier, Brighton)（1826–27年、油彩・キャンバス） ロンドン・テート・ブリテン所蔵
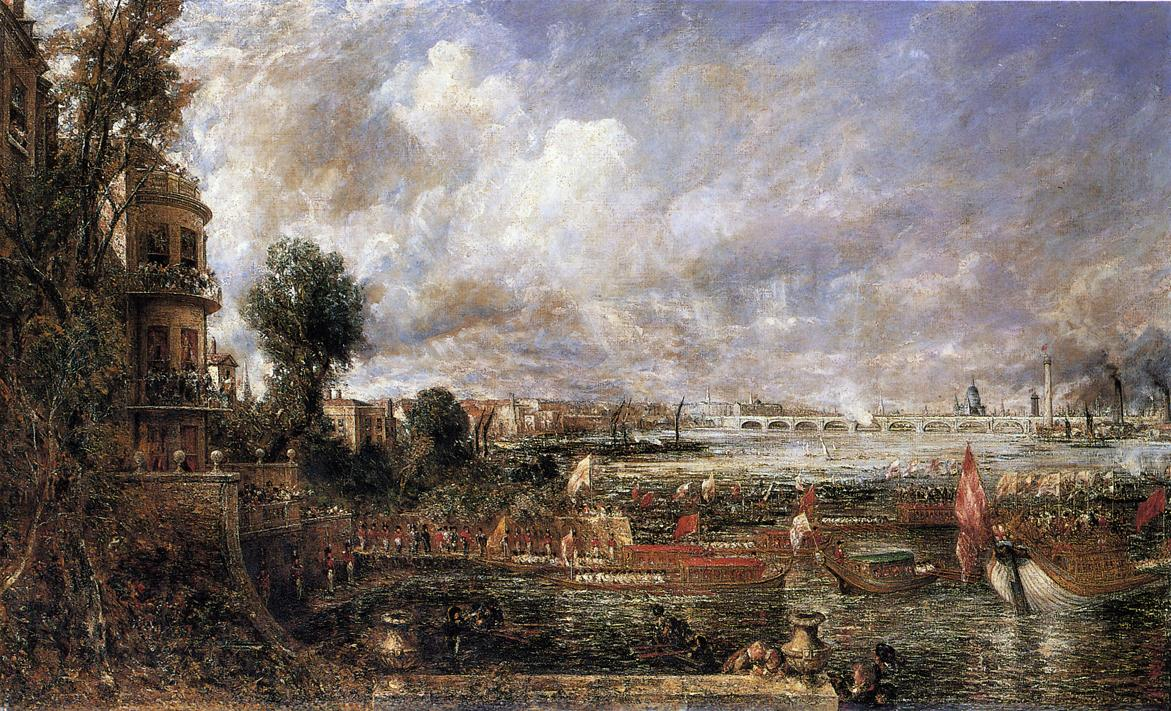
『ウォータールー橋の開通式（ホワイトホール階段からの眺め、1817年6月18日）』(The Opening of Waterloo Bridge seen from Whitehall Stairs, 18 June 1817)（1832年、油彩・キャンバス） ロンドン・テート・ブリテン所蔵
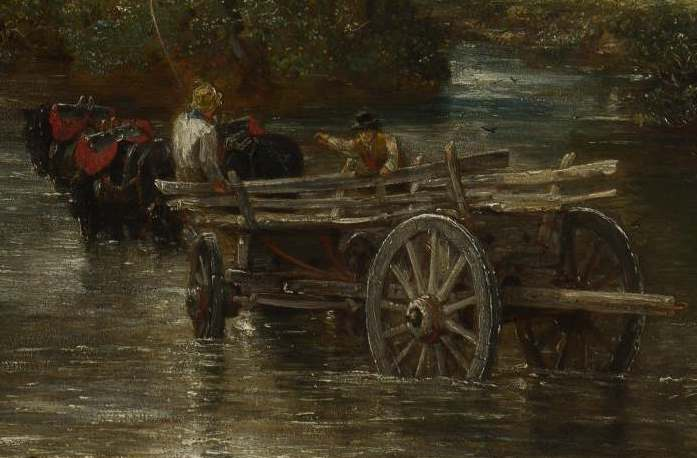
『乾草の車』の一部の拡大